# Liste der Monuments historiques in Dahlenheim
Die Liste der Monuments historiques in Dahlenheim führt die Monuments historiques in der französischen Gemeinde Dahlenheim auf.

## Liste der Bauwerke
| Bezeichnung | Beschreibung    | Standort                                     | Kennzeichnung | Schutzstatus | Datum | Bild           |
| ----------- | --------------- | -------------------------------------------- | ------------- | ------------ | ----- | -------------- |
| Brunnen     | bezeichnet 1563 | Rue du Lavoir, Ecke Rue des Seigneurs (Lage) | PA00084670    | Inscrit      | 1935  | weitere Bilder |

## Liste der Objekte
| Bezeichnung                 | Beschreibung | Standort                       | Kennzeichnung | Schutzstatus | Datum | Bild           |
| --------------------------- | --- | ------------------------------ | ------------- | ------------ | ----- | -------------- |
| Hochaltar                   | Altar, Tabernakel, Retabel, zwei Skulpturen (Heiliger Jakobus, Heiliger Joseph) und Gemälde Verklärung des heiligen Blasius; Holz. farbig gefasst und vergoldet, sowie Ölfarbe auf Leinwand, bezeichnet 1781 und 1786, Skulpturen aus dem 19. Jahrhundert | in der Kirche St-Blaise (Lage) | PM67000819    | Classé       | 1999  | weitere Bilder |
| Marienaltar                 | linker Seitenaltar; Altartisch, Retabel und Skulptur Madonna mit Kind; Holz, farbig gefasst und versilbert; Skulptur aus dem 16. Jahrhundert, Altar um 1785                                                                                               | in der Kirche St-Blaise (Lage) | PM67000820    | Classé       | 1999  | weitere Bilder |
| Blasius- und Nothelferaltar | rechter Seitenaltar; Altartisch, Retabel, Skulptur Heiliger Blasius und zehn Statuetten der Nothelfer; Holz, farbig gefasst und versilbert; Altar um 1785, Skulpturen aus dem 19. Jahrhundert                                                             | in der Kirche St-Blaise (Lage) | PM67000821    | Classé       | 1999  | weitere Bilder |
| Kanzel                      | Holz, farbig gefasst und vergoldet, um 1785 | in der Kirche St-Blaise (Lage) | PM67001220    | Inscrit      | 1997  | weitere Bilder |